# Estero Pupío
Estero Pupío är ett vattendrag i Chile.   Det ligger i regionen Región de Coquimbo, i den centrala delen av landet, 190 km norr om huvudstaden Santiago de Chile.
Trakten runt Estero Pupío består i huvudsak av gräsmarker. Runt Estero Pupío är det glesbefolkat, med 12 invånare per kvadratkilometer.